# RAF Woodbridge
Woodbridge Royal Air Force Base är en flygbas i Storbritannien.   Den ligger i grevskapet Suffolk och riksdelen England, i den sydöstra delen av landet, 120 km nordost om huvudstaden London. Woodbridge Royal Air Force Base ligger 29 meter över havet.
Terrängen runt Woodbridge Royal Air Force Base är platt. Runt Woodbridge Royal Air Force Base är det ganska tätbefolkat, med 129 invånare per kvadratkilometer. Närmaste större samhälle är Ipswich, 17,2 km väster om Woodbridge Royal Air Force Base. I omgivningarna runt Woodbridge Royal Air Force Base växer i huvudsak blandskog.